# Walerjan Ziemlanow
Walerjan Janowicz Ziemlanow (kaz. i ros. Валерьян Янович Землянов) – kazachstański polityk, od 30 stycznia 1996 do 1999 roku deputowany do Mażylisu Parlamentu Republiki Kazachstanu I kadencji.